# Antonio Machado (métro de Madrid)
Antonio Machado est une station de la ligne 7 du métro de Madrid, en Espagne. Elle est établie sous la rue Valderrodrigo, près de la rue Antonio Machado, dans le quartier de Valdezarza, de l'arrondissement de Moncloa-Aravaca.

## Situation sur le réseau
La station se situe entre Peñagrande au nord et Valdezarza au sud.

## Histoire
La station est ouverte aux voyageurs le 29 mars 1999, lors de la mise en service du dernier tronçon de la ligne 7 entre Valdezarza et Pitis.

## Services aux voyageurs

### Accès et accueil
La station possède deux accès par des escaliers et des escaliers mécaniques, ainsi qu'un troisième direct depuis l'extérieur par ascenseur.

### Intermodalité
La station est en correspondance avec les lignes de bus n°127 et 132 du réseau EMT.